# Sway (песня The Rolling Stones)
«Sway» — песня рок-группы The Rolling Stones, вошедшая в состав их альбома 1971 года Sticky Fingers.
Также песня вышла в качестве бисайда сингла «Wild Horses», выпущенного в июне того же года. Этот сингл издавался только на территории США. Ранние копии сингла содержали альтернативные версии «Sway», в более поздних они были заменены на альбомные.
«Sway» представляет собой медленную, основанную на блюзе, песню, впервые записанную группой в поместье Stargroves. Хотя авторство песни приписано дуэту Джаггер/Ричардс, гитарист Мик Тейлор всегда утверждал, что он написал эту песню вместе с Джаггером, также как и «Moonlight Mile», выпущенную на этом же альбоме, в то время как Ричардс не принимал участия в её написании.
Песня содержит соло, сыгранное на слайд-гитаре с применением горлышка от бутылки в середине песни, а также драматичное аутро-соло, сыгранные Тейлором. Партии струнных инструментов были аранжированы Полом Бакмэйстером, который также участвовал в песне «Moonlight Mile». Пит Тауншенд (The Who), а также участники The Faces Ронни Лейн и Билли Николлс поучаствовали в песне в качестве бэк-вокалистов наряду с Китом Ричардсом, который позже добавил свой бэк-вокал, но не исполнил в песне гитарных партий.
Впервые вживую песня была сыграна в Колумбусе, Огайо, и после этого часто исполнялась на концертах тура A Bigger Bang Tour в 2006 году.

## Участники записи
- Мик Джаггер — вокал, гитара
- Кит Ричардс — бэк-вокал
- Мик Тейлор — гитара
- Билл Уаймэн — бас-гитара
- Чарли Уоттс — ударные
- Пол Бакмэйстер — струнные
- Ники Хопкинс — фортепиано